# 张永一
张永一（1936年10月—），男，北京人，中华人民共和国政治人物，曾任西南石油学院院长、党委书记，中国石油天然气总公司副总经理、党组成员，国有重点大型企业监事会主席。